# Vladímir Agapov
Vladímir Mijáilovich Agapov (en ruso: Владимир Михайлович Агапов; Moscú, RSFS de Rusia; 18 de noviembre de 1933 -21 de mayo de 2024) fue un futbolista y entrenador de fútbol ruso que jugó en la posición de delantero centro y era miembro del Partido Comunista de la Unión Soviética.

## Carrera

### Club
| Periodo   | Club                |
| --------- | ------------------- |
| 1953–1954 | FC Spartak Moscow   |
| 1955–1956 | FC CDSA Moscow      |
| 1957–1959 | FC CSK MO Moscow    |
| 1960      | PFC CSKA Moscow     |
| 1961      | FC Anhalt Nauen     |
| 1963–1966 | FC Zvezda Serpukhov |

### Selección nacional
Jugó para Unión Soviética en una ocasión el 30 de agosto de 1958 en una victoria por 2-1 ante Checoslovaquia en un partido amistoso.

### Entrenador
| Periodo   | Club            |
| --------- | --------------- |
| 1966-1972 | FC GSSD         |
| 1973-1974 | PFC CSKA Moscow |

## Logros
- Primera División de la Unión Soviética (1): 1953
- Copa de la Unión Soviética (1): 1955